# Wang Yin (Liu Yin)

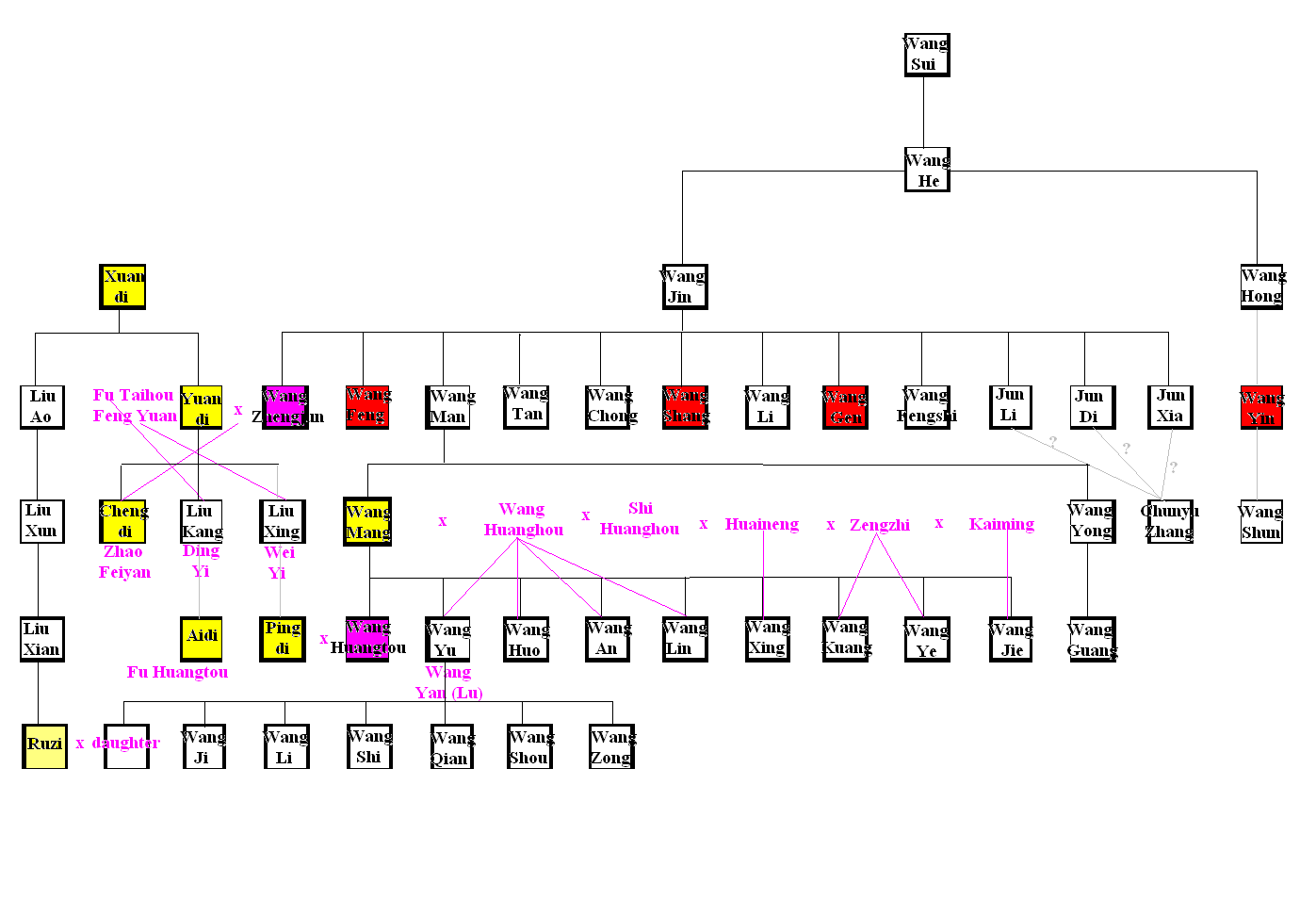
Stamboom van de familie Wang

Wang Yin of Liu Yin (†21? na Chr.) was een dochter van Liu Xin (46 v.Chr. - 23 na Chr.), een Chinese geleerde die behoorde tot de engste vertrouwelingen van keizer Wang Mang. Als blijk van de hechte band die bestond tussen Wang Mang en Liu Xin was Wang Yin gehuwd met Wang Lin, de vierde zoon van Wang Mang.

## Biografie
Volgens juan 99 van het Boek van de Han (Hanshu) had haar man, Wang Lin toen hij in het jaar 20 zijn zieke moeder, keizerin Wang verzorgde een seksuele relatie met de dienstmaagd Yuanbi (原碧). Deze relatie was verboden, omdat zij eerder een bijvrouw (侍妾, shiqie) van zijn vader, keizer Wang Mang was geweest. Uit angst dat zijn relatie bekend zou worden, besloot Wang Lin zijn vader te doden. Wang Yin had eerder kennis opgedaan van astrologie en zag in de sterren dat het plan van haar man succesvol zou zijn. Echter, in het jaar 21 kwam het complot voortijdig uit, waarop Wang Lin zelfmoord pleegde. Waarschijnlijk maakte toen ook Wang Yin een einde aan haar leven, maar de bronnen zijn hierover niet eenduidig.